# Ludlow (Massachusetts)
Ludlow é uma vila localizada no condado de Hampden no estado estadounidense de Massachusetts. No Censo de 2010 tinha uma população de 21.103 habitantes e uma densidade populacional de 287,91 pessoas por km².

## Geografia

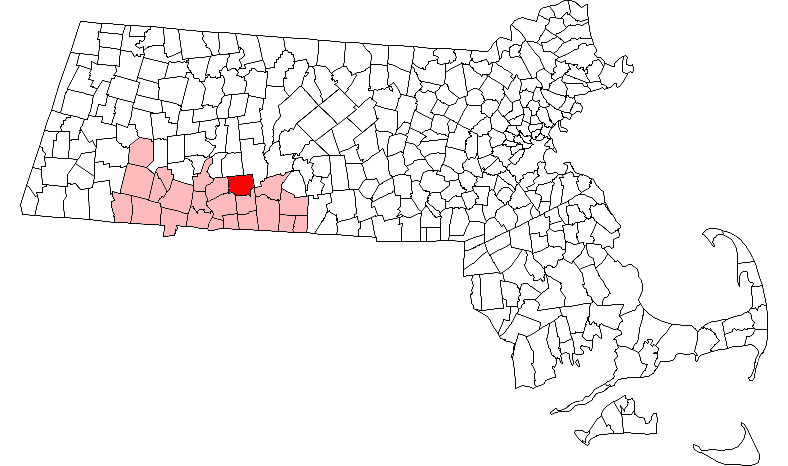
Localização no condado de Hampden em Massachusetts

Ludlow encontra-se localizado nas coordenadas 42° 11′ 20″ N, 72° 27′ 33″ O. Segundo o Departamento do Censo dos Estados Unidos, Ludlow tem uma superfície total de 73.3 km², da qual 70.46 km² correspondem a terra firme e (3.87%) 2.84 km² é água.

## Demografia
Segundo o censo de 2010, tinha 21.103 pessoas residindo em Ludlow. A densidade populacional era de 287,91 hab./km². Dos 21.103 habitantes, Ludlow estava composto pelo 93.96% brancos, o 2.44% eram afroamericanos, o 0.12% eram amerindios, o 0.81% eram asiáticos, o 0.04% eram insulares do Pacífico, o 1.28% eram de outras raças e o 1.36% pertenciam a duas ou mais raças. Do total da população o 5.61% eram hispanos ou latinos de qualquer raça.